# Silberhort von Gåtebo
Der Silberhort von Gåtebo oder Schatzfund von Skedstad (schwedisch Silverskatten i Gåtebo oder Skattfyndet från Skedstad) wurde 2009 bei Bredsätra auf der schwedischen Insel Öland gefunden. Es handelt sich um den zweitgrößten Silberschatz, der bislang auf Öland geborgen wurde. Der Fund besteht aus 1189 Münzen sowie weiteren Silberobjekten mit einem Gesamtgewicht von etwa 1700 Gramm.
Die jüngste Münze wurde um 1029 im englischen Lincoln unter Knut dem Großen geprägt. 691 Münzen stammen aus Deutschland, weitere 391 aus England. In kleinerer Anzahl finden sich im Schatz islamisch-arabische, wolgabulgarische, italienische, böhmische, irische, dänische und skandinavische Münzen (einige ohne genauere geografische Zuordnung). Bislang einzigartig für Schweden ist eine Münze aus Indien vom Bull and Horseman type, die zwischen 980 und 1000 in Ohind im heutigen Nordpakistan geprägt wurde. Neben den Münzen wurden einige Schmuckstücke und eine kleine Bleiplatte mit dem Teil einer Runeninschrift gefunden.

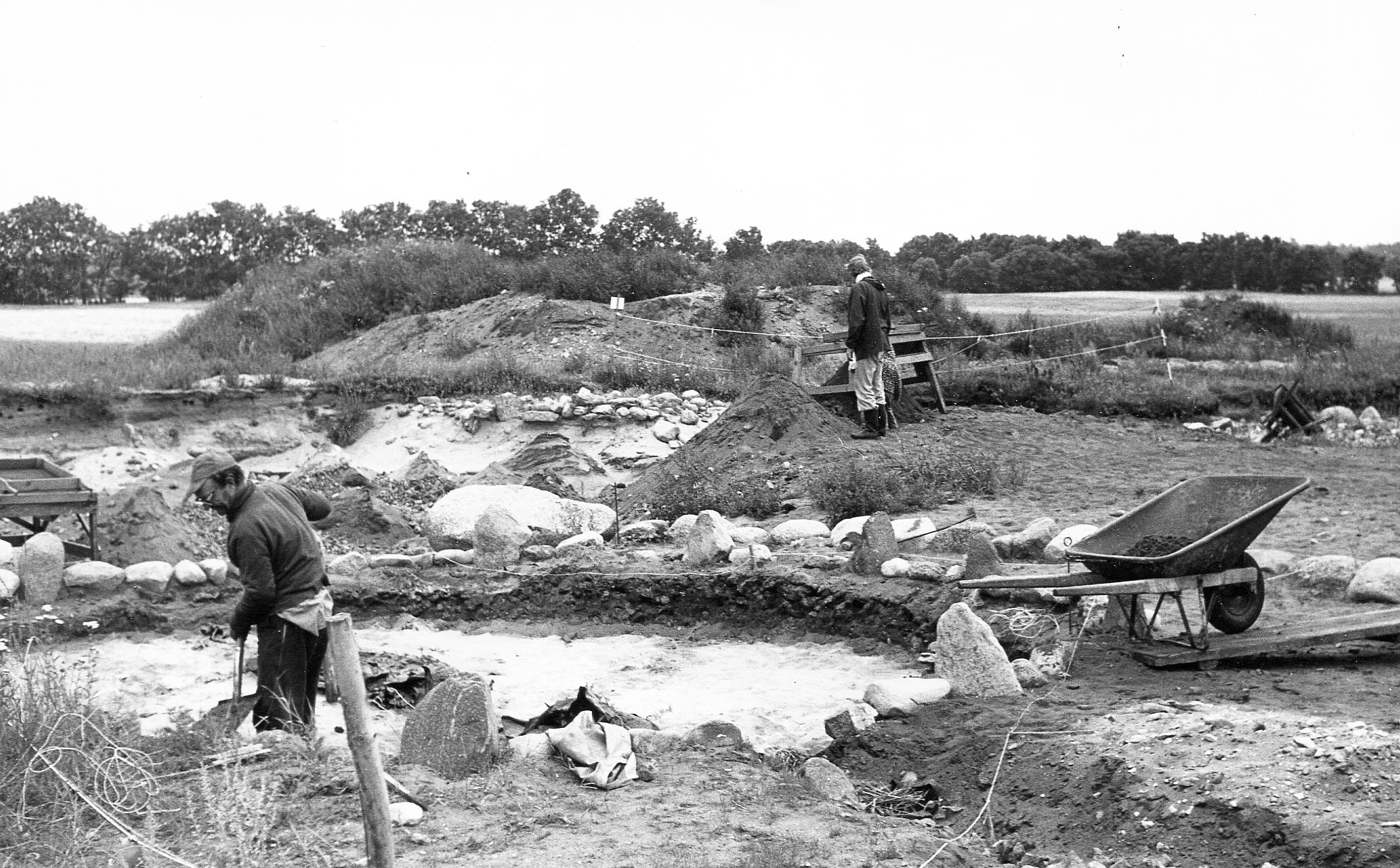
Gåtebograbung von 1976

In der Umgebung des Fundortes befinden sich Siedlungsreste der Wikingerzeit und des Mittelalters. Dort wurde 1972 eine größere Anzahl von Eisenbarren und wenig später ein Goldschatz gefunden.
Der Silberhort befindet sich heute im Königlichen Münzkabinett in Stockholm, wo er 2014 in einer Sonderausstellung gezeigt wurde.